# الحزب الاشتراكي الثوري (بيرو)
الحزب الاشتراكي الثوري (بالإسبانية : Partido Socialista Revolucionario)، هو حزب سياسي في بيرو تم تشكيله في نوفمبر 1976 من قبل مجموعة من ضباط الجيش الراديكاليين الذين كانوا نشطين في «المرحلة الأولى من الثورة» تحت قيادة فيلاسكو ألفارادو والذين دافعوا لاحقًا عن العودة إلى أهداف انقلاب 1968. 
وكان من بين مؤسسيه عدة أشخاص من حكومة فيلاسكو ألفارادو، مثل الجنرال ليونيداس رودريغيز فيغيروا، والجنرال خورخي فرنانديز مالدونادو، وإنريكي برناليس باليستيروس وألفريدو فيلومينو. 
تأسس الحزب لغرض المشاركة في انتخابات عام 1978 للجمعية التأسيسية وفاز بـ 6 مقاعد من أصل 100 مقعد.
بعد انتخابات عام 1978، انقسم الحزب إلى الحزب الاشتراكي الثوري (الماركسي اللينيني) والحزب الاشتراكي الثوري - ليونيداس رودريغيز فيغيروا. لعب الفصيل الأول دورًا مهيمنًا في ما تبقى من الاتحاد الزراعي الوطني، الذي أنشأه أفلينو مار خلال إدارة فيلاسكو ألفارادو. 
خلال الثمانينيات، كان الحزب جزءًا من اليسار المتحد. في عام 1989، شارك الحزب في انتخابات قوائم اتفاق اليسار الاشتراكي وفي عام 1990 مع اليسار الاشتراكي.
في الانتخابات العامة البيروفية لعام 2011، شارك الحزب في تحالف أويانتا هومالا.
يقود الحزب حاليًا فيكتور أوليفا ميغيل.
ينشر الحزب صحيفة الاشتراكي. 